# سي جي تي إن إفريقيا
سي جي تي إن أفريقيا هي المكتب الإفريقي لشبكة تلفزيون الصين الدولية، وهي قناة الأخبار باللغة الإنجليزية التي تديرها محطة التلفزيون المركزية الصينية الحكومية. يقع مقرها في نيروبي وتدير المكاتب في جميع أنحاء أفريقيا. توجد المكاتب الرئيسية الأخرى في لاغوس والقاهرة وجوهانسبرغ.
توظف الخدمة مزيجًا من الصحفيين الكينيين والأفارقة وغيرهم من الصحفيين الدوليين وتنتج برامج قائمة على أفريقيا. يوجد حوالي 100 موظف في سي جي تي إن أفريقيا معظمهم من الكينيين. عرفت القناة سابقًا باسم سي سي تي أفريقيا.
تهدف سي جي تي إن أفريقيا إلى تعزيز فهم أفضل لأفريقيا في الصين، وكذلك لتعزيز التواصل الثقافي بين الناس في كلا المكانين. والفكرة هي أن الأخبار الأفريقية يتم تصويرها بشكل أفضل من منظور أفريقي. تركز سي جي تي إن على السياسة والاقتصاد والتجارة والثقافة.

## البرامج
- أفريكا لايف - ساعة واحدة من الأخبار والتحليلات الأفريقية، تهدف إلى الإبلاغ عن القضايا الاجتماعية والسياسية والاقتصادية في أفريقيا. يقدم البرنامج بشكل رئيسي من قبل بياتريس مارشال من استوديوهات سي جي تي إن أفريقيا في نيروبي. وتقدمه أيضًا ليندي متونجانا، وبينينا كاريبي وراماه نيانغ.[2]
- غلوبال بيزنيس - يغطي المشهد التجاري المتغير في أفريقيا.
- ماتش بوينت - يغطي الأخبار الرياضية الأفريقية.
- نقاش أفريقيا - برنامج حواري أسبوعي مدته 30 دقيقة يناقش بشكل أساسي السياسة والشؤون الجارية في أفريقيا.
- وجوه أفريقيا - قصص غير عادية عن أناس في أفريقيا.

## ملحوظة
زار رئيس مجلس الدولة الصيني لي كه تشيانغ مكاتب القناة في ذلك الوقت خلال جولته في إفريقيا 2014.

## روابط خارجية
- الموقع الرسمي